# 2096 Väinö
2096 Väinö là một tiểu hành tinh vành đai chính với chu kỳ quỹ đạo là 1395.9245208 ngày (3.82 năm).
Nó được phát hiện ngày 18 tháng 10 năm 1939.